# 兵庫県立川西緑台高等学校
兵庫県立川西緑台高等学校(ひょうごけんりつ かわにしみどりだいこうとうがっこう)(英: Hyogo Prefectural Kawanishi-Midoridai Senior High School)は、兵庫県川西市向陽台にある県立高等学校である。
俗称は緑高(りょっこう,りょくこう)とされ、生徒は緑高生と呼ばれる。2016年度より、2学期制から3学期制へ移行した(委員会、係は2学期制)。65分授業については学校教育で後述する。
入学定員は普通科240名、文理探究科40名。

## 沿革
- 1969年(昭和44年) - 開校。
- 1970年 - 特別教室棟(北館),プール完成。
- 1971年 - 入試において総合選抜実施。普通教室,体育館等完成。
- 1972年 - 図書館,昇降口,格技場工事完成。
- 1987年 - 弓道場完成。
- 1990年 - 野球部が第62回選抜高等学校野球大会に出場。
- 1992年 - オーストラリア西オーストラリア州レズマーディ高等学校と姉妹校提携。
- 2009年 - 総合選抜廃止。
- 2014年 - オーストラリア西オーストラリア州リビングウォータールザランカレッジ(LWLC)と、国際交流活動が始まる。

## 校章・校訓
校章は多田源氏の紋章でもあり、川西市の市花である「りんどう」の葉をモチーフにしている。3条の葉脈をもつ3枚の葉は、スクールカラーの緑を表し、知性と情操と意志体力を象徴している。
【校訓】
真理,創造,友情,誠実

## 設置学科
- 全日制課程
  - 普通科
  - 普通科総合理数コース(自然科学系コース)(2、3年生）
  - 文理探究科（1年生）

兵庫県教育委員会が普通科自然科学系類型を改編し、2017年度に自然科学系コース(定員40人)を設置すると発表した。
2025年度より、普通科総合理数コースを文理探究科に改編。

## 部活動
- 硬式野球部はセンバツ出場経験(1990年)がある。[1]
- ラグビー部,サッカー部,男子バスケットボール部は、兵庫県代表選手を輩出している。
- 放送部は、近年NHK杯全国高校放送コンテスト全国大会に6年連続で出場した。1993年と2015年には全国優勝を果たし、文部科学大臣賞、NHK会長賞、県の教育委員会からゆずりは賞を受賞した。[2]
- 昭和63年、弓道部は、個人において全国インターハイに出場し、準決勝に進出した。
- 平成28年、陸上競技部は、競歩種目において全国インターハイに出場し、6位入賞（大会新記録）を果たした。
- 平成28年、陸上競技部が、駅伝種目において近畿大会初出場を果たした。
- 平成29年、陸上競技部が、山形インターハイ競歩種目において男女共出場
- 平成30年、陸上競技部が、ユースオリンピックアジア予選女子5000ｍWで銅メダルを獲得した。[3]
- 平成28年度、男子ハンドボール部が、全国高等学校ハンドボール選抜大会に出場した。
- 令和元年から３年まで３年連続、陸上競技部が近畿大会出場
- 令和４年、陸上競技部が徳島インターハイ出場
- 令和６年、弓道部は、個人において全国インターハイに出場し、準優勝した。

【文科系】
○吹奏楽部
○軽音楽部(旧ギター部)
○放送委員会
○美術部
○写真部
○茶道部
○華道部
○インターナショナル部
○文芸部
○ホームメイド部
○数理研究部 ○野外観察同好会
【運動系】
○硬式野球部
○ラグビー部
○サッカー部
○水泳部
○陸上競技部
○男子バスケットボール部
○女子バスケットボール部
○卓球部
○男子バレー部
○女子バレー部
○男子ハンドボール部
○女子ハンドボール部
○男子硬式テニス部
○男子ソフトテニス部
○女子硬式テニス部
○女子ソフトテニス部
○男子バドミントン部
○女子バドミントン部
○剣道部
○弓道部
○ダンス部
2018年度入学生までは1年生は必ずどこかの部活動に所属しなければならなかったが、2019年度入学生からはその規定はなくなった。

## 学校教育
- 高大連携教育においては、京都大学及び大阪大学(県教委を通じて)と連携。高校生向け講義イベントなどに参加することの出来る学校の一つである。2年次には、関西大学又は関西学院大学(個人の選択)に大学訪問し、高校生向けの講義を聴講することがある。
- 総合的な探究の時間の教育の一環として1年次にフィールドワーク、OBによるキャリア講演会、進路学習として大学研究発表プレゼンテーションなどが行われる。
- 総合理数コースでは、独自の校外研修プログラムの他、理数探求Ⅰ~Ⅲで理系4分野(数学,物理,化学,生物)に分かれて研究、年度末に発表を行っている(カリキュラム上、地学を学習しない。)。また、教養科学(1年次)や科学英語(3年次)といった科目が設定されており、他クラスより週に1単位多い。

## 国際教育
- 国際交流としての夏期オーストラリア研修は、パースにあるリビング・ウォーター・ルザラン・カレッジ校(Living Waters Lutheran College)で10日間ホームステイをするプログラムがある。また12月には同校生徒を10~20名程受け入れる。
- 2017年、神戸市外国語大学にて行われた「兵庫県高校生英語ディベートコンテスト」において、第3位入賞した。

## 行事
- むらまつり

6月に、むらまつりと呼ばれる文化祭が開催される。クラス活動としての劇,展示,模擬店などが催される。また軽音楽部のライブ開催,ダンス部,吹奏楽部のステージ発表は例年盛り上がりを見せる。創立以来一般公開を行っており、毎年近隣住民ら約2000人が訪れる。
- 体育大会

毎年9月末に開催される。主に走種目を実施する。男女混合リレーは、別名「緑高杯」と呼ばれている。
- 合唱コンクール

毎年3月に実施。3学年の合唱は文化祭(6月)の一環として行われるのが近年の傾向であったが、コロナ後は行われていない。
- 修学旅行

第2学年において行われる。修学旅行は2024年時点で沖縄方面である。創立当初は九州方面、1980年以降は主に信州や北海道でのスキー実習が行われていた。
- 林間学舎

1年生の1学期、親睦を深めると共に緑高生としての意識を高めるという名目のもと行われる。
- マラソン大会

創立以来毎年冬に行われている。現在は男子が7.5㎞、女子は5㎞を走る。1989年まではグリーンハイツ周辺で行われていたが、平成2年からは一庫マラソンのコースに変更された。2010年以降は猪名川の河川敷周辺で実施されている。

## アクセス
- 能勢電鉄妙見線 平野駅より徒歩約15分
- 阪急バス 緑台公民館前停留所より徒歩約5分(平野駅停留所の隣のバス停)

## 著名な卒業生
- 西野亮廣 - お笑い芸人
- 三浦章宏 - バイオリニスト
- 井上智晶 - アナウンサー
- 今村久仁人 - 放送作家
- 谷直樹 - バスケットボール選手
- 田丸一男 - アナウンサー
- 井川啓 - アートディレクター
- 山守文雄 - テレビプロデューサー、作家、漫画原作者
- 村山裕太郎 ‐ 陸上選手
- 藪内広之 - 毎日放送制作局長
- 森本祥司 ‐ レンタルなんもしない人